# Stenodyneroides auratus
Stenodyneroides auratus är en stekelart som först beskrevs av Fabricius 1787.  Stenodyneroides auratus ingår i släktet Stenodyneroides och familjen Eumenidae. Inga underarter finns listade i Catalogue of Life.